# Kiista P. Isaksen
Kiista „Kiiki“ P. Isaksen (* 24. Juli 1972 in Nuuk) ist eine grönländische Politikerin (Siumut).

## Leben
Kiista P. Isaksen ist die Tochter der Hebamme Nuka Poulsen. Am 27. Dezember 1992 heiratete sie den Schiffsmonteur Thorvald Isaksen (* 1971), mit dem sie drei Kinder und zwei Enkelkinder hat.
Sie schloss 1989 die Schule in Qaqortoq ab und studierte anschließend Psychologie und Pädagogik an der Sozialhochschule in Thy. Sie ließ sich von 1991 bis 1994 zur Sozialberaterin ausbilden und arbeitete anschließend als solche für die Gemeinde Narsaq. Von 1995 bis 1997 war sie Kinderkrippenleiterin. Danach ließ sie sich zwei Jahre zur Lehrerin ausbilden, begann aber dennoch wieder als Sozialberaterin für die Gemeinde zu arbeiten, ab 2001 in leitender Funktion.
Bei der Kommunalwahl 2001 wurde sie in den Rat der Gemeinde Narsaq gewählt. Sie kandidierte auch bei der Parlamentswahl 2002 und erreichte den vierten Nachrückerplatz der Siumut, von wo aus sie zwischen 2003 und 2005 mehrfach kurzzeitig ins Inatsisartut aufrückte. Bei der Kommunalwahl 2005 erhielt sie die meisten Stimmen aller Kandidaten in der Gemeinde Narsaq und wurde zur Bürgermeisterin ernannt. Bei der Parlamentswahl 2005 kandidierte sie wegen ihrer Bürgermeistertätigkeit nicht mehr. Bei der Kommunalwahl 2008 wurde sie in den Rat der neuen Kommune Kujalleq gewählt.
2009 nahm sie parallel ihre Arbeit als Sozialberaterin wieder auf. 2011 wurde sie Sozialchefin der Kommune, 2015 Fachberaterin und 2016 Kinder- und Jugendchefin der Kommune Kujalleq.
Bei der Kommunalwahl 2013 wurde sie wiedergewählt. Vier Jahre später erhielt sie bei der Kommunalwahl die meisten Stimmen und wurde zur Bürgermeisterin der Kommune Kujalleq gewählt. Bei der Kommunalwahl 2021 verlor die Siumut die Macht an die Inuit Ataqatigiit und Kiista P. Isaksen wurde als Bürgermeisterin von Stine Egede abgelöst.
Im Oktober 2023 wurde sie zur grönländischen Seniorensprecherin ernannt. Im März 2024 trat sie deswegen aus dem Kommunalrat aus. Bei der Kommunalwahl 2025 trat sie folglich nicht mehr an.